# Acclaim Entertainment
Acclaim Entertainment va ser una empresa estatunidenca que desenvolupava, publicava, anunciava, i distribuïa videojocs per una gran varietat de consoles, i així incloent-hi els de la Sega; Genesis, Saturn, Dreamcast i Game Gear, Nintendo; NES, SNES, Nintendo 64, GameCube, Game Boy, Game Boy Color, i Game Boy Advance, Sony; PlayStation i PlayStation 2, Microsoft; Xbox, i per tots els sistemes d'ordinadors i màquines recreatives.
Acclaim tenia la seva seu a One Acclaim Plaza, ubicat a Glen Cove, estat de Nova York. Acclaim va comprar un edifici d'oficines tipus A, amb 65000 sqm, el 1994 per 4 milions de dòlars. Acclaim es trobava originalment en el llogaret d'Oyster Bay en la població més gran d'Oyster Bay. En un principi ocupava una oficina d'una sola habitació en Oyster Bay. Posteriorment, va ocupar una estructura de maó amb dues plantes.
L'empresa va fer fallida en 2004, sent comprada la seva marca comercial per Akklaim games, nova empresa independent de l'antiga.

## Història
Va ser fundada el 1987 com a Delaware corporation. Acclaim opera als EUA, el Regne Unit, Alemanya, França, Espanya, Austràlia, i Japó. Com també, van comprar alguns estudis independents, incloent-hi l'Iguana Entertainment d'Austin, Texas, i Sculptured Software de Salt Lake City, Utah

## Títols de jocs
- AFL Live 2003 Ordinador personal, PS2, XBOX
- AFL Live 2004 PC, PS2, XBOX
- AFL Live Premiership Edition PC, PS2, XBOX
- All-Star Baseball PS, PS2, N64, Xbox, GameCube
- Armorines: Project Swarm PS, N64, GBC
- Aggressive Inline PS2, Xbox, GameCube
- Batman Forever
- Blast Lacrosse PS
- BMX XXX Xbox, GameCube
- Burnout PS2, Xbox, GameCube
- Constructor PC
- Crazy Taxi Game cube,PS2,Game boy,Màquines recreatives (de pagament)
- D PS, Saturn, 3D0, PC
- ECW Anarchy Rulz Dreamcast, PS
- ECW Hardcore Revolution Dreamcast, PS, N64, GBC
- Extreme-G N64
- Extreme-G 2 N64, PC
- Extreme-G 3 PS2, GameCube
- XGRA: Extreme-G Racing Association PS2, GameCube, Xbox
- Fantastic Four PS
- Gladiator: Sword of Vengeance PS2, XBox, PC
- Juiced PC, PS2, Xbox, GameCube
- Jupiter Strike PS
- Legends of Wrestling PS2, Xbox, GameCube
- Legends of Wrestling II PS2, Xbox, GameCube
- Marvel's X-Men NES
- Machines PC
- Othello NES
- Re-volt Dreamcast, PS, N64, PC
- Shadow Man Dreamcast, N64, PS, PC
- Showdown: Legends of Wrestling PS2, Xbox
- Smash TV NES
- South Park PS, N64, PC
- South Park Rally PS, N64, PC, Dreamcast
- South Park: Chef's Luv Shack PS, N64, PC, Dreamcast
- Space Jam PS, Saturn, PC
- Summer Heat Beach Volleyball PS2
- The Simpsons: Bart and the Beanstalk GB
- The Simpsons: Bart Meets Radioactive Man NES
- The Simpsons: Bart vs. the Space Mutants NES, Master System
- The Simpsons: Bart vs. the World NES
- The Simpsons: Bart vs. the Juggernauts GB
- The Simpsons: Bart's Nightmare SNES, Genesis
- The Simpsons: Virtual Bart SNES, Genesis
- Turok: Dinosaur Hunter N64, PC
- Turok 2: Seeds of Evil N64, GBC, PC
- Turok 3: Shadows of Oblivion N64
- Turok: Rage Wars N64, GBC
- Turok: Evolution PS2, Xbox, GameCube, PC
- WWF In Your House PS
- WWF Wrestlemania: The Arcade Game SNES, Genesis, Saturn, màquines recreatives, PS
- WWF War Zone PS, N64
- WWF Attitude PS, N64
- Vexx PS2, Xbox, GameCube